# Robbie Manson
Robert Manson, noto come Robbie Manson (Hamilton, 11 ottobre 1989), è un canottiere neozelandese.

## Biografia
Nato nel 1989, è cresciuto in una famiglia di vogatori: suo padre, Greg Manson, è stato campione nazionale nel singolo pesi leggeri nel 1985, e suo fratello, Karl Manson, ha gareggiato in competizioni di livello internazionale. Si è formato presso la Massey University.
Ha rappresentato la Nuova Zelanda ai Giochi olimpici estivi di Londra 2012 nel 4 di coppia, con John Storey, Michael Arms e Matthew Trott, concludendo la gara al settimo posto.
Nel 2014, ha fatto coming out, diventato una delle prime persone LGBT a remare per la nazionale della Nuova Zelanda. Nell'occasione ha scritto un lungo articolo per il magazine Outsport.
Ai Campionati mondiali di canottaggio di Aiguebelette-le-Lac 2015 ha vinto la medaglia di bronzo del due di coppia, gareggiando con il connazionale Chris Harris. I due si sono piazzati alle spalle degli armi croato (Martin Sinković e Valent Sinković) e lituano (Rolandas Maščinskas e Saulius Ritter).
Ha fatto la sua seconda apparizione olimpica a Rio de Janeiro 2016, con Chris Harris nel 2 di coppia, dove è stato eliminato dalla corsa per le medaglie in semifinale ed ha chiuso al quinto posto nella finale B.
Ai campionati nazionali neozelandesi del 2017, svolti sul Lago Ruataniwha, è divenuto campione nazionale nel singolo e nel doppio maschile, con Chris Harris.
Nel 2017 nella gara della Coppa del mondo di Poznań, in Polonia, ha stabilito il nuovo record mondiale con il tempo di 6'30"740, battendo il record di Mahé Drysdale di 3 secondi.
Nel 2018 ha posato per il calendario del club remistico del University of Warwick Boat Club (noto comunemente come Warwick Rowers) allo scopo di contribuire alla raccolta fondi per il programma di canottaggio dell'università. L'iniziativa ha abbracciato anche l'associazione Sport Allies, che si pone anche lo obiettivo di scopo combattere l'omofobia nello sport attraverso l'educazione.

## Palmarès
- Mondiali

Aiguebelette-le-Lac 2015: bronzo nel due di coppia;
- Mondiali U23

Račice 2009: oro nel due di coppia;
- Coppa del mondo

2017: oro